# Râul Plăsala
Râul Plăsala este un curs de apă, afluent al râului Ciocadia. 

## Hărți
- Harta Munților Parâng [nefuncțională – arhivă]